# Elena Roos
Pour les articles homonymes, voir Roos.
Elena Roos, née le 24 janvier 1991 est une orienteuse suisse de haut niveau,  

## Palmarès

### Championnats du monde
- Médaille d'argent en 2021 en Relais
- Médaille de bronze en 2021en Relais sprint mixte
- Médaille de bronze en 2017 en Relais sprint mixte[1],[2]

### Jeux mondiaux militaires
- Médaille de bronze en 2019 à Wuhan (Chine) en longue distance
- Médaille de bronze en 2019 à Wuhan (Chine) par équipe

### Jeux mondiaux
- Médaille d'argent en 2017 à Wrocław (Pologne) en catégorie Relais mixte
- Médaille d'argent en 2017 à Wrocław (Pologne) en catégorie Sprint[3]

### Championnats d'Europe
- Médaille d'argent en 2021 à Neuchâtel (Suisse) en sprint
- Médaille d'or en 2021 à Neuchâtel (Suisse) en relais